# Vineyards (Florida)
Vineyards es un lugar designado por el censo ubicado en condado de Collier en el estado estadounidense de Florida. En el Censo de 2010 tenía una población de 3.375 habitantes y una densidad poblacional de 576,08 personas por km².

## Geografía
Vineyards se encuentra ubicado en las coordenadas 26°13′50″N 81°43′40″O / 26.23056, -81.72778. Según la Oficina del Censo de los Estados Unidos, Vineyards tiene una superficie total de 5.86 km², de la cual 5.06 km² corresponden a tierra firme y (13.62%) 0.8 km² es agua.

## Demografía
Según el censo de 2010, había 3.375 personas residiendo en Vineyards. La densidad de población era de 576,08 hab./km². De los 3.375 habitantes, Vineyards estaba compuesto por el 96.27% blancos, el 0.89% eran afroamericanos, el 0.09% eran amerindios, el 1.33% eran asiáticos, el 0.06% eran isleños del Pacífico, el 0.41% eran de otras razas y el 0.95% pertenecían a dos o más razas. Del total de la población el 4.59% eran hispanos o latinos de cualquier raza.